# 날짜 변경선

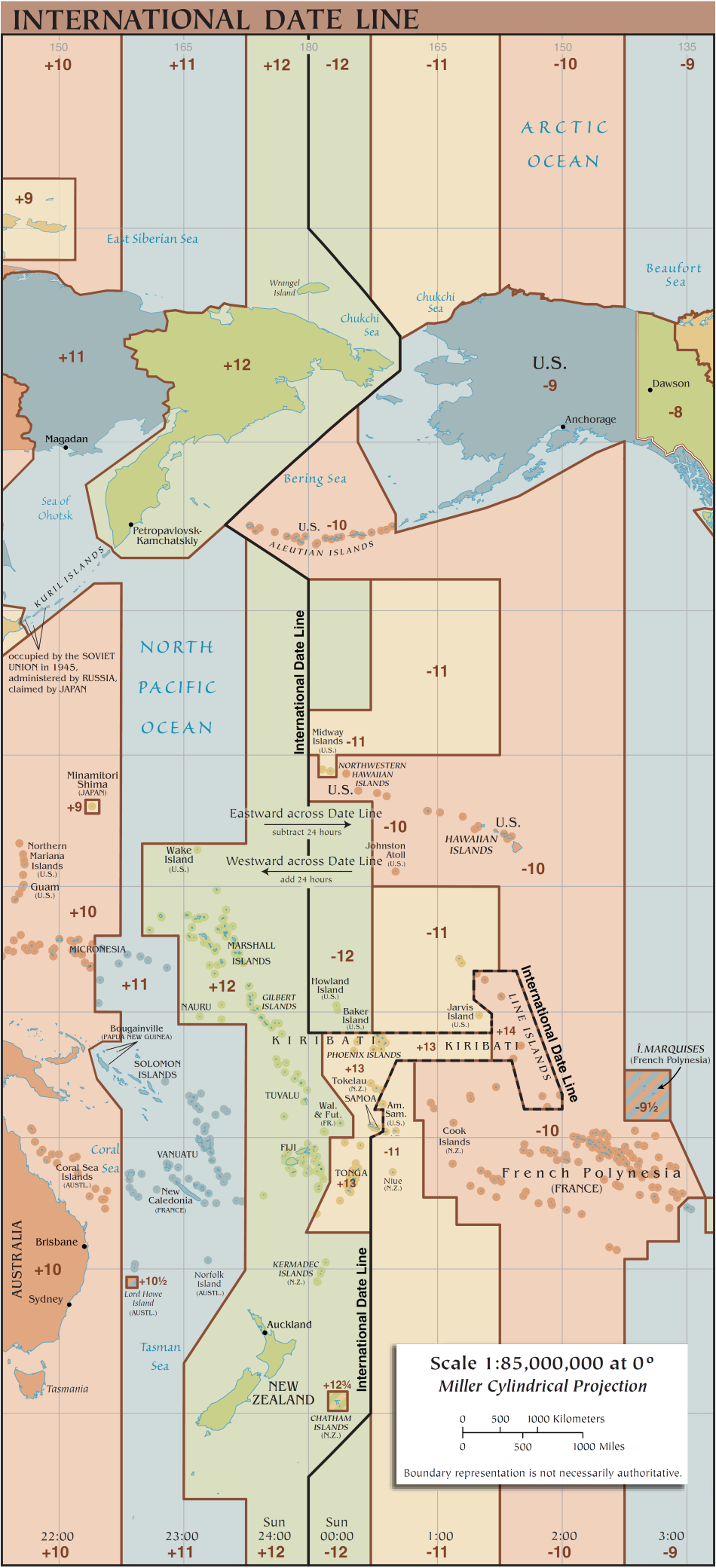
경도 180도를 중심으로 한 날짜 변경선 지도

날짜 변경선(-變更線, IDL)은 남극점과 북극점 사이를 잇는 선으로, 한 날과 다음 날 사이의 경계이다. 이 선은 태평양을 가로지르며, 대략 경도 180도선을 따라가지만 일부 영토와 섬들을 우회해 지나간다. 날짜 변경선을 동쪽으로 가로지르면 날짜가 하루 줄어들고, 서쪽으로 가로지르면 날짜가 하루 늘어난다.
이 선은 지도학적 관습이며 국제법으로 정의되지 않는다. 이로 인해 지도 제작자는 정확한 경로에 대해 합의하기 어려웠고, 이 선이 통과하는 수역의 국가는 편의를 위해 때때로 이 선을 옮길 수 있다.

## 지리

날짜 변경선, 날짜, 시간 사이의 관계를 간략하게 보여주는 그림. 각 색상은 다른 날짜를 나타낸다.

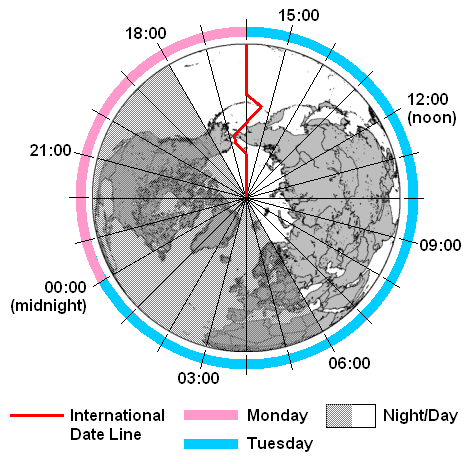
화요일 그리니치 평균시 04:00의 상황을 묘사한 예시. (시간은 근사치이다. 시간대 경계는 일반적으로 경선과 정확히 일치하지 않기 때문이다. 밤낮은 예시일 뿐이며, 일광 시간은 위도와 연중 시기에 따라 달라진다.)

### 지구 일주
서쪽으로 세계 일주하는 사람은 시계를 다음과 같이 맞춰야 한다.
- 경도 15°를 지날 때마다 1시간씩 뒤로 돌리고,
- 날짜 변경선을 가로지를 때 24시간을 앞으로 돌린다.

동쪽으로 여행하는 사람은 시계를 다음과 같이 맞춰야 한다.
- 경도 15°를 지날 때마다 1시간씩 앞으로 돌리고,
- 날짜 변경선을 가로지를 때 24시간을 뒤로 돌린다.

24시간을 앞뒤로 움직이는 것은 일반적으로 하루 날짜 변경을 의미하기도 한다.
14세기 아랍 지리학자 아불 피다는 세계를 일주하는 사람이 현지 날짜에 하루의 시차를 누적하게 될 것이라고 예측했다. 이 현상은 최초의 성공적인 세계 일주인 1522년 마젤란-엘카노 원정이 끝날 때 확인되었다. 스페인에서 서쪽으로 세계를 일주한 후, 원정대는 수요일, 1522년 7월 9일(선박 시간)에 카보베르데에 들러 보급품을 받았다. 그러나 현지인은 그들에게 실제로는 1522년 7월 10일 목요일이라고 말했다. 선원들은 3년간의 항해 동안 매일을 빠짐없이 기록했기에 놀랐다. 스페인 주재 베네치아 대사인 추기경 가스파로 콘타리니는 이 차이에 대해 올바른 설명을 제공한 최초의 유럽인이었다.

### 설명
이 설명은 사실상 날짜 변경선에 대한 가장 일반적인 이해를 바탕으로 한다. 아래의 § 사실상 및 법률상 날짜 변경선 문단과 오른쪽의 지도를 참조하라.
IDL은 대략 경선 180° 경도를 기반으로 하며, 태평양 한가운데를 가로지르며 그리니치 본초 자오선의 후계자인 IERS 기준 자오선으로부터 세계의 절반을 돌아 있다. 여러 곳에서 IDL은 180° 경도를 정확히 따른다. 그러나 다른 곳에서는 IDL이 그 경도에서 동쪽 또는 서쪽으로 벗어난다. 이러한 다양한 편차는 일반적으로 해당 지역의 정치적, 경제적 소속을 수용하기 위한 것이다.
북쪽에서 남쪽으로 진행하면서 IDL이 180°에서 처음 벗어나는 부분은 브란겔섬과 러시아 시베리아의 가장 동쪽에 위치한 축치반도의 동쪽을 지나기 위함이다. (브란겔섬은 북위 71°32′ 동경 180°0′에 직접 위치하며, 북위 71°32′ 서경 180°0′으로도 표기된다.) 그런 다음 베링 해협을 통과하여 다이오미드 제도 사이를 지나며, 각 섬에서 1.5 km (0.93 mi) 떨어진 서경 168°58′37″를 지난다. 그 후 180° 서쪽으로 크게 구부러져 세인트로렌스섬과 세인트매튜섬의 서쪽을 지난다.
IDL은 미국 알류샨 열도 (가장 서쪽은 애투섬)와 러시아 소유의 코만도르스키예 제도 사이를 지나간다. 그런 다음 다시 남동쪽으로 구부러져 180°로 돌아온다. 따라서 러시아 전체는 IDL의 서쪽에 있고, 미국 전체는 괌, 북마리아나 제도, 웨이크섬의 섬 지역을 제외하고 IDL의 동쪽에 있으며 가상의 UTC−13:00 시간대 선까지 도달한다.
이후 IDL은 적도를 지날 때까지 180° 경선에 머무른다. 중앙 태평양의 적도 바로 북쪽에 있는 미국 소유의 무인 환초인 하울랜드섬과 베이커섬 (그리고 서경 172.5°와 180° 사이의 해상 선박)은 지구상에서 가장 이른 시간을 가진다. (UTC−12:00 시간).
IDL은 키리바시를 둘러싸기 위해 동쪽으로 크게 휘어져 거의 서경 150도에 이른다. 키리바시의 가장 동쪽 섬인 하와이 남쪽의 라인 제도 남부는 지구상에서 가장 늦은 시간을 가진다. (UTC+14:00 시간).
키리바시 남쪽에서 IDL은 서쪽으로 돌아오지만 180° 동쪽에 머무르며 사모아와 아메리칸사모아 사이를 지난다. 이에 따라 사모아, 토켈라우, 왈리스 푸투나, 피지, 통가, 투발루, 뉴질랜드의 커르머덱 제도 및 채텀 제도는 모두 IDL의 서쪽에 있으며 같은 날짜를 사용한다. 아메리칸사모아, 쿡 제도, 니우에, 프랑스령 폴리네시아는 IDL의 동쪽에 있으며 하루 뒤처진다.
IDL은 그 후 남서쪽으로 구부러져 180°로 돌아온다. 이 경선을 따라 남극에 도달할 때까지 이어지며, 남극은 여러 시간대를 가진다. 관례적으로 IDL은 대부분의 지도에서 남극에 그려지지 않는다. (아래의 § 지도 제작 관행 및 관례를 참조하라.)

### IDL에 의존하는 사실
시계 계산에 따르면 새로운 날과 새해를 가장 먼저 경험하는 지역은 UTC+14:00을 사용하는 섬이다. 여기에는 키리바시 공화국의 일부 지역, 라인 제도의 밀레니엄섬과 키리티마티섬이 포함된다. 새로운 날을 가장 먼저 경험하는 주요 도시는 뉴질랜드의 오클랜드와 웰링턴 (일광 절약 시간 동안 UTC+12:00 또는 UTC+13:00)이다.
1994년 IDL의 재조정으로 인해 캐롤라인섬은 달력상 2000년 1월 1일 (UTC+14:00)을 지구상에서 가장 먼저 맞이한 육지 중 하나가 되었다. 그 결과, 이 환초는 밀레니엄섬으로 이름이 바뀌었다.
매일 10:00부터 12:00 UTC까지 2시간 동안 지구상에는 3개의 다른 날이 존재한다. 예를 들어 화요일 10:33 UTC에 미국 베이커섬은 월요일 22:33, 미국 미드웨이 환초는 23:33, 아메리칸사모아 팡오팡오와 니우에 알로피는 23:33, 지구상 거의 모든 다른 지역은 화요일이며 라인 제도의 키리바시 키리티마티섬은 수요일 00:33이다. 그리고 1시간 11분 뒤 11:44 UTC에는 베이커섬이 월요일 23:44, 지구상 거의 모든 다른 지역은 화요일, 키리티마티섬은 수요일 01:44, 피닉스 제도의 키리바시 캔턴섬, 사모아 아피아, 토켈라우 아타푸, 통가 누쿠알로파는 00:44이다 (뉴질랜드 여름 NZDT 적용 시 오클랜드도 마찬가지이다). 채텀 제도 (NZ) 또한 겨울에는 CHAST로 45분, 여름에는 CHADT로 1시간 45분 동안 베이커섬보다 명목상 2일 앞선다.
새로운 날의 일광을 가장 먼저 보는 지역은 계절에 따라 달라진다. 하지 무렵에는 주어진 날짜에 백야를 경험할 만큼 충분히 북쪽에 위치한 캄차카 시간대 (UTC+12:00) 내의 모든 지역이 첫 번째 지역이 될 것이다. 분점 시기에는 일광을 가장 먼저 보는 곳은 키리바시의 무인 밀레니엄섬으로, IDL 서쪽에 위치한 가장 동쪽 육지이다.
동지 근처에는 여름 동안 뉴질랜드 시간 (UTC+13:00)을 사용하는 남극 연구 기지가 백야를 경험하면서 첫 번째 장소가 될 것이다. 여기에는 아문센-스콧 남극점 기지, 맥머도 기지, 스콧 기지 및 주켈리 기지가 포함된다.

## 사실상 및 법률상 날짜 변경선
시간대, 따라서 날짜 변경선의 위치를 결정하는 두 가지 방법이 있다. 하나는 육지와 인접한 영해에 적용되는 것이고, 다른 하나는 공해에 적용되는 것이다.
모든 국가는 육지와 인접한 영해에만 적용되는 자체적인 표준 시간대를 일방적으로 결정한다. 이 날짜 변경선은 국제법에 기반하지 않고 국내법에 기반하므로 사실상의 날짜 변경선이라고 불릴 수 있다. 이러한 국가 시간대는 국제 수역으로 확장되지 않는다.
IDL과 다른 항해 날짜 변경선은 국제 협정으로 결정되는 법률상의 구성물이다. 이는 1917년 영국-프랑스 해상 시간 유지 회의의 결과로, 모든 선박(군용 및 민간)이 공해에서 시간별 표준 시간대를 채택하도록 권고했다. 미국은 1920년에 미국 군함 및 상선에 대한 권고를 채택했다. 이 날짜 변경선은 시간대 지도에 명시적으로 그려져 있지는 않지만 암묵적으로 존재한다. 이는 경도 180도를 따르지만, 육지에 인접한 영해에선 끊어져 있어 틈을 형성한다. 이는 극에서 극까지 이어지는 점선이다. UTC에서 12시간 오프셋된 15° 구간은 항해 날짜 변경선에 의해 UTC에서 ±12시간 차이가 나는 두 개의 7.5° 구간으로 이등분된다.
이론적으로 선박은 육지로부터 12 nmi(22 km) 이내의 영해에 있을 경우 해당 국가의 표준시를 채택하고, 영해를 벗어나면 즉시 국제 시간대(15° 폭의 극-극 구간)로 되돌아가야 한다. 실제로는 선박은 이러한 시간대를 무선 통신 및 유사한 목적에만 사용한다. 작업 및 식사 시간과 같은 선내 목적을 위해서는 선박 자체적으로 선택한 시간대를 사용한다.

### 지도 제작 관행 및 관례
이 문서의 지도와 다른 모든 지도에 표시된 IDL은 사실상의 선을 기반으로 하며 지도 제작자들의 인위적인 구성물이다. 국제 수역에서의 선의 정확한 경로는 자의적이기 때문이다. 미국 중앙정보국 (CIA) 또는 영국의 왕립 해군 연감 사무소 (HMNAO)의 세계 시간대 지도에서는 IDL이 남극으로 확장되지 않는다. 최신 CIA 지도에서는 IDL이 최근 IDL 변경 사항을 반영한다. 오류: no text specified (help). 현재 HMNAO 지도는 최근 IDL 변경 사항에 따라 IDL을 그리지 않는다. 이 지도는 약 1900년 영국 수로청이 채택한 선과 거의 동일한 선을 그린다. 대신 HMNAO는 여러 섬을 시간대로 표시하며, 이는 가장 최근의 IDL 변경 사항을 반영한다. 이 접근 방식은 국가 및 해상 시간대의 원칙과 일치한다. 키리바시 동부의 섬은 실제로 IDL 서쪽의 아시아 날짜를 사용하는 "섬"이며, IDL 동쪽의 아메리카 날짜를 사용하는 바다에 둘러싸여 있다. 마찬가지로 서부 알류샨 열도는 아시아 날짜를 사용하는 바다에 둘러싸인 아메리카 날짜를 사용하는 섬이다.
어떤 국제 기구도, 국가 간 조약도 지도 제작자들이 그린 IDL을 고정하지 않았다. 1884년 국제 자오선 회의는 시간대가 자신들의 권한 밖이라고 명시하며 어떤 시간대도 제안하거나 동의하기를 명시적으로 거부했다. 회의는 자정부터 자정까지의 그리니치 평균시 (현재 협정 세계시, UTC로 재정의 및 업데이트됨)인 세계일(Universal Day)에 동의했지만, 이는 "원하는 경우 현지 시간이나 표준 시간 사용을 방해하지 않을 것"이라고 결의했다. 이로부터 UTC 또는 "Z" ("줄루") 시간의 유용성과 중요성이 비롯된다. 이는 지구상의 모든 지점에서 동시에 유효한 단일한 보편적 시간 기준을 가능하게 한다.

## 역사적 변경 사항

### 필리핀 (1521년 및 1844년)

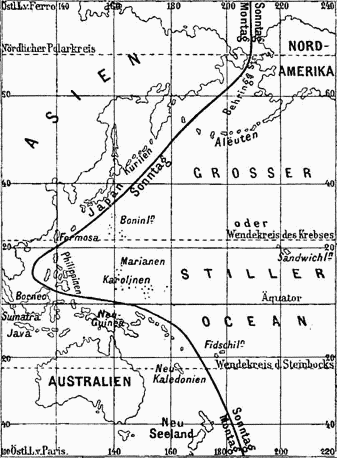
1888년 마이어스 백과사전에서 가져온 잘못된 날짜 변경선. 스페인령 필리핀 제도와 영국령 홍콩 사이를 지나고 있다. 필리핀 제도와 나머지 누에바에스파냐는 1845년에 서쪽으로 옮겨졌음에도 불구하고 날짜 변경선의 동쪽에 표시되어 있다. 또한 보닌 제도와 피지는 실제로는 선의 서쪽에 있음에도 불구하고 날짜 변경선의 동쪽에 배치되어 있었다.

페르디난드 마젤란은 1521년 3월 16일 토요일에 세비야에서 대서양과 태평양을 가로질러 서쪽으로 항해하여 필리핀을 스페인령으로 선언했다. 누에바에스파냐의 일부로서 필리핀은 멕시코의 아카풀코와 가장 중요한 통신을 유지했기 때문에 태평양 서쪽 가장자리에 있음에도 불구하고 날짜 변경선의 동쪽에 있었다. 그 결과 필리핀은 1521년 3월 16일 토요일 (율리우스력)부터 1844년 12월 30일 월요일 (그레고리력)까지 323년 9개월 2일 동안 아시아 이웃 국가보다 하루 뒤처져 있었다.
멕시코가 1821년 9월 27일 스페인으로부터 독립한 후 필리핀의 무역 이익은 청 제국, 네덜란드령 동인도 및 인접 지역으로 향했으므로, 필리핀은 날짜 변경선 서쪽의 아시아 이웃 국가들과 합류하기로 결정했다. 달력을 하루 앞당기기 위해 1844년 8월 16일 당시 총독 나르시소 클라베리아는 1844년 12월 31일 화요일을 달력에서 삭제하도록 명령했다. 1844년 12월 30일 월요일 다음은 즉시 1845년 1월 1일 수요일이 되었다. 이 변경은 태평양의 나머지 스페인 식민지인 캐롤라인 제도, 괌, 마리아나 제도, 마셜 제도 및 팔라우에도 필리핀 도독부의 일부로서 적용되었다. 유럽 출판물은 일반적으로 1890년대 초까지 이 변경 사항을 알지 못했기 때문에 다음 반세기 동안 국제 날짜 변경선을 서쪽으로 크게 돌출되게 잘못 표시했다.

### 타히티 & 프랑스령 폴리네시아 (1797년 초 및 1846년 말)
1797년 3월 5일, 런던 선교회 선교사가 영국에서 타히티섬에 도착했다. 그들은 처음에는 혼곶을 통과하려고 했으나 실패하여 대신 희망봉과 인도양을 거쳐 갔다. 이로 인해 그들은 섬에 동반구의 날짜를 도입했다. 프랑스-타히티 전쟁이 끝나고 타히티 왕국에 대한 프랑스 보호령이 복원된 후 (타히티 민족주의자는 2년간의 격렬한 전쟁으로 1000명 이상의 사망자를 내며 싸웠다)에야 프랑스 총독 아르망 조제프 브뤼아와 타히티 왕국의 섭정 파라이타는 1846년 12월 29일에 타히티가 서반구를 따라야 한다고 명령했다.

### 핏케언 제도 (1814년)
핏케언 제도와 관련된 날짜 변경선의 역사는 1767년 필립 카터렛 함장이 핏케언의 위치를 잘못 계산하여 플레처 크리스천이 섬을 잘못 찾게 된 사건, 그리고 그 후 HMS 바운티호의 반란자가 섬에 정착하면서 처음에는 아시아 날짜(IDL 서쪽 또는 동반구 날짜)를 사용하다가 미국 날짜(IDL 동쪽 또는 서반구 날짜)로 변경한 것과 관련이 있다.
1767년 HMS 스왈로호의 카터렛 함장은 핏케언섬을 발견했지만, 위치를 서쪽으로 348 km 잘못 계산했다. 1789년 바운티 호의 반란 이후 플레처 크리스천과 다른 반란자는 타히티인 및 폴리네시아인 선원과 함께 멀리 떨어져 안전한 피난처를 찾아 핏케언섬에 정착했다. 크리스천은 카터렛의 부정확한 지도에 의존하여 섬을 잘못된 위치에서 찾았고, 이는 반란자들이 그곳에 정착하기로 결정하는 데 기여했다.
핏케언섬 주민들은 처음에는 아시아 날짜를 사용했지만, 나중에 180° 자오선 동쪽에 있는 그들의 위치에 맞는 미국 날짜로 전환했다. "금요일 옥토버"와 "목요일 옥토버" (반란자들의 이름) 이야기는 핏케언섬 주민들이 처음에는 미국 날짜보다 하루 앞선 아시아 날짜를 사용했음을 시사한다.
1814년, 핏케언 제도로 도망친 반란자들을 다루는 영국군은 이 섬들을 IDL의 동쪽에 있는 서반구에 배치하는 날짜를 사용한다. 핏케언섬 주민은 결국 시간 계산을 바로잡고 미국 날짜를 사용하기 시작했으며, 이는 현재까지 이어지고 있다.

### 알래스카 (1867년)
알래스카는 러시아 정착민이 시베리아에서 알래스카로 들어왔기 때문에 날짜 변경선의 서쪽에 있었다. 또한 러시아 제국은 여전히 율리우스력을 사용하고 있었는데, 이는 그레고리력보다 12일 뒤처져 있었다. 1867년, 미국은 러시아령 아메리카를 구매하고 이 영토를 날짜 변경선의 동쪽으로 옮겼다. 영토 이전 기념식은 토요일, 1867년 10월 7일 (율리우스력) 신아르한겔 (싯카의 수도)에서 현지 평균 시간으로 오후 3시 30분에 열렸으며, 이는 유럽에서는 1867년 10월 19일 토요일 (그레고리력)이었다. 알래스카가 날짜 변경선의 동쪽으로 옮겨졌기 때문에 날짜와 시간도 금요일, 1867년 10월 18일 오후 3시 30분 현지 시간 (토요일 그리니치 표준시 00:31)으로 돌아갔고 이는 현재 알래스카의 날로 알려져 있다.

### 사모아 제도 및 토켈라우 (1892년 및 2011년)
현재 사모아와 아메리칸사모아로 나뉜 사모아 제도는 1892년까지 IDL의 서쪽에 있었다. 그 해 말리에토아 라우페파 왕은 미국 상인들에게 설득되어 이전의 아시아 날짜(일본보다 4시간 앞선)를 대체하여 미국 날짜(캘리포니아보다 3시간 뒤처진)를 채택했다. 변경은 미국 독립기념일인 1892년 7월 4일 월요일을 반복하여 이루어졌다.
2011년 사모아는 2011년 12월 30일 금요일을 달력에서 삭제하여 IDL 서쪽으로 다시 옮겨갔다. 이로 인해 시간대는 UTC−11:00에서 UTC+13:00 (UTC-10에서 UTC+14 DST)으로 변경되었다. 사모아는 오스트레일리아와 뉴질랜드가 가장 큰 무역 파트너가 되었고, 해외 교민 공동체도 많아졌기 때문에 변경을 단행했다. 21시간 뒤처져 있으면 주말이 거꾸로 되어 일주일 중 근무일이 나흘밖에 되지 않아 사업이 어려웠다.
IDL은 이제 사모아와 아메리칸사모아 사이를 지나며, 아메리칸사모아는 선의 동쪽(미국)에 남아 있다.
토켈라우는 사모아 북쪽에 있는 뉴질랜드 영토로, 세계 다른 지역과의 주요 교통 및 통신 연결이 사모아를 통과한다. 이러한 이유로 토켈라우는 2011년에 사모아와 함께 IDL을 넘어갔지만, 사모아가 당시 서머 타임(미국식 영어의 일광 절약 시간)을 시행하지 않았기 때문에 엄밀히 말하면 1시간 뒤에 넘어갔다.

### 쿡 제도 및 니우에 (1899년)
1899년, 쿡 제도와 니우에는 영국 보호령이 되면서 날짜 변경선을 동쪽으로 넘어갔다.

### 콰잘레인 (약 1945년 및 1993년)
콰잘레인 환초는 마셜 제도의 다른 지역과 마찬가지로 19세기와 20세기 동안 스페인에서 독일로, 이후 일본으로 지배권이 넘어갔다. 그 기간 동안 콰잘레인은 IDL의 서쪽에 있었다. 콰잘레인은 제2차 세계 대전 후 나머지 마셜 제도와 함께 공식적으로 태평양 제도 신탁통치령의 일부가 되었지만, 미국은 그곳에 군사 시설을 설립했다. 이 때문에 콰잘레인은 하와이 날짜를 사용했으며, 따라서 (다른 마셜 제도와 달리) 사실상 날짜 변경선의 동쪽에 있었다. 콰잘레인은 1993년 8월 21일 토요일을 달력에서 삭제하여 IDL의 서쪽으로 돌아왔다. 또한 콰잘레인의 근무 주간은 IDL 반대편의 하와이 근무 주간인 월요일부터 금요일에 맞추기 위해 화요일부터 토요일로 변경되었다.

### 동 키리바시 (1994년)
영국 식민지였던 키리바시 식민지는 당시 IDL의 서쪽에 위치한 길버트 제도를 중심으로 하였다. 1979년 독립하면서 미국으로부터 IDL 동쪽에 위치한 피닉스 제도와 라인 제도에 대한 영유권을 획득했다. 그 결과, 나라는 IDL을 가로지르게 되었다. 선의 반대편에 있는 정부 및 상업 기관은 일주일에 평일이 겹치는 4일 동안만 무선이나 전화로 일상적인 업무를 수행할 수 있었다. 이 문제를 해결하기 위해 키리바시는 1994년 12월 31일 토요일을 달력에서 삭제하여 동쪽 절반의 날짜를 변경했다. 이로 인해 1994년 12월 30일 금요일 다음은 1995년 1월 1일 일요일이 되었다. 변경 후 IDL은 사실상 동쪽으로 이동하여 국가 전체를 둘러싸게 되었다. 엄밀히 말하면 1917년 해상 IDL 협약은 여전히 유효하다. 예를 들어, 키리바시 섬이 월요일일 때 주변 해상은 여전히 일요일이지만, 지도는 일반적으로 이렇게 그려지지 않는다.
1994년 변경의 결과로, 키리바시의 가장 동쪽 영토인 라인 제도는 거주 가능한 키리티마티섬(크리스마스섬)을 포함하여 다른 어떤 나라보다 먼저 2000년을 맞이했으며, 이는 키리바시 정부가 잠재적인 관광 명소로 활용한 특징이다.

## 종교적 원칙에 따른 날짜 변경선

### 기독교
일반적으로 기독교 달력과 기독교 교회는 IDL을 인정한다. 예를 들어, 크리스마스는 IDL 양쪽에 위치한 국가에서 12월 25일에 (특정 교회가 사용하는 그레고리력 또는 율리우스력에 따라) 기념된다. 따라서 서양 크리스마스든 동방 정교회 크리스마스든, IDL 바로 서쪽에 있는 사모아의 기독교인들은 IDL 바로 동쪽에 있는 아메리칸사모아의 기독교인들보다 하루 먼저 휴일을 기념할 것이다.
위의 일반적인 규칙에 문제가 발생하는 것은 안식일을 특정 요일로 엄숙하게 지키는 특정 기독교 교회들이 IDL 근처에 위치한 국가에 있을 때이다. 날짜 차이에도 불구하고, 아메리칸사모아에 뜨는 해와 몇 분 뒤 사모아에 뜨는 해는 같으며, 사모아에 지는 해와 몇 분 전 아메리칸사모아에 졌던 해는 같다. 다시 말해, 세속적인 날짜는 법적으로 다르지만 물리적으로는 동일하다. 이는 종교법 하에서 질문을 야기한다. IDL이 임의적인 설정이기 때문에, IDL 양쪽 (또는 더 근본적으로는 180도 경도 양쪽)의 어떤 토요일이 "진정한" 토요일인지에 대한 의문이 제기될 수 있다. 이 문제(이는 유대교에서도 발생한다)는 IDL 근처 국가에 위치한 제칠일안식일예수재림교회, 제7일 침례교회, 그리고 유사한 교회에게 특히 큰 문제이다.
통가에서 제칠일안식일예수재림교인 (일반적으로 토요일을 지키는)은 통가가 180° 자오선 동쪽에 위치하기 때문에 일요일을 지킨다. 통가 (키리바시, 사모아, 피지 및 투발루의 일부 지역과 마찬가지로 IDL 서쪽)에서 지켜지는 일요일은 제칠일안식일예수재림교회에서 IDL 동쪽에서 지켜지는 토요일과 같은 날로 간주된다.
사모아의 대부분 제칠일안식일예수재림교인은 2011년 12월 사모아가 IDL을 넘어간 후 일요일에 안식일을 지킬 계획이었지만, 사마타우 마을과 다른 지역의 SDA 모임(약 300명의 회원)은 IDL 조정을 수용하고 토요일에 안식일을 지키기로 결정했다. 태평양 지역 제칠일안식일예수재림교회 공동체 내에서는 어떤 날이 진정으로 일곱째 날 안식일인지에 대한 논쟁이 계속되고 있다.
세계적인 제칠일안식일예수재림교회와 제휴하지 않은 사모아 독립 제칠일안식일교회는 2011년 말 6일 주간 이후에도 계속해서 토요일에 예배를 드리기로 결정했다.

### 이슬람교
이슬람력과 무슬림 공동체는 IDL의 관습을 인정한다. 특히 금요 예배는 전 세계 어디에서나 현지 금요일에 열리는 것으로 보인다. IDL은 이슬람 음력월의 시작과 끝에 영향을 미치지 않는다. 이는 전적으로 새로운 초승달의 관측에 달려 있다. 예를 들어, 라마단의 금식은 초승달이 관측된 다음 날 아침에 시작된다. 이 날이 세계 여러 지역에서 다를 수 있다는 것은 이슬람에서 잘 알려져 있다. 오류: no text specified (help).

### 유대교
유대법에서 날짜 변경선에 대한 개념은 12세기 판결자에서 처음 언급되었다. 그러나 20세기에 개선된 교통 및 통신 시스템이 도입되면서 날짜 변경선 문제는 진정으로 실제 유대법의 문제가 되었다.
실질적으로, 전통적인 날짜 변경선 또는 그 근처 태평양의 다른 선은 적어도 기존 유대인 공동체의 목적을 위해 사실상의 날짜 변경선 역할을 한다. 예를 들어, 일본, 뉴질랜드, 하와이주, 그리고 프랑스령 폴리네시아의 유대인 공동체 거주자는 모두 현지 토요일에 샤밭을 지킨다. 그러나 유대법이 어떻게 그러한 결론에 도달하는지에 대해서는 만장일치가 아니다. 이러한 이유로 일부 권위자는 토요일 외에 일요일 (일본과 뉴질랜드) 또는 금요일 (하와이와 프랑스령 폴리네시아)에도 특정 안식일 준수 측면이 요구된다고 판결한다. 또한, 태평양 지역을 여행하는 개별 유대인들이 기존 유대인 공동체와 떨어져 있을 때 어떤 날 또는 날짜에 샤밭을 지켜야 하는지에 대해서도 의견 차이가 있다.
IDL을 가로지르는 사람의 경우, 달력 날짜의 변경은 유대법에 따른 실천의 일부 측면에 영향을 미친다. 그러나 다른 측면은 달력 날짜와 관계없이 날짜를 계산하기 위한 일몰과 일출에 대한 개인의 경험에 달려 있다.

## 문화적 언급 및 전통

### IDL과 관련된 선 통과 의식
항해사나 승객이 처음으로 적도를 통과하거나 날짜 변경선을 통과하는 것을 기념하는 선상 의식은 전 세계 해군 및 기타 해상 서비스에서 오랜 전통으로 내려왔다.

### 소설에서
- 에드거 앨런 포는 1841년 단편 소설 "일주일에 세 번의 일요일"에서 이 개념을 사용하여 두 해군 선장이 다른 방향으로 세계를 일주하고 일요일에 만나는 역설을 만들었다. 한 선장은 토요일이라고 결론짓고 다른 선장은 월요일이라고 결론짓는다.[47]
- 브렛 하트는 1867년 시 "잃어버린 갤리온"에서 이 개념을 언급했다. 이 시는 1641년에 아카풀코와 마닐라 사이를 항해하는 스페인 갤리온선에 관한 것으로 (당시에는 사실상의 날짜 변경선이 필리핀과 아시아 서쪽에 있었으므로 역사적으로 정확하지 않다).[48]
- 쥘 베른의 소설 80일간의 세계 일주 (1873년)에서 주인공 필리어스 포그는 친구들과 80일 만에 세계를 일주할 수 있다는 내기를 걸고 동쪽으로 여행한다. 그의 하인 장 파스파르투는 여행 중에도 시계를 런던 시간에 맞춰 놓는다. 내기에서 이기기 위해 포그는 1872년 12월 21일 토요일 오후 8시 45분까지 돌아와야 한다. 그러나 여행 중 일련의 지연이 발생하고 포그가 런던에 도착했을 때 그는 12월 21일 토요일 오후 8시 50분이라고 생각하며 단 5분 차이로 내기에서 졌다고 여긴다. 그러나 다음 날, 그 날이 일요일이 아닌 토요일임이 밝혀지고 포그는 내기에서 이기기 위해 제 시간에 클럽에 도착한다. 베른은 "필리어스 포그가 동쪽으로 가면서 태양이 80번 자오선을 통과하는 것을 보았지만, 런던에 있는 그의 친구들은 79번만 통과하는 것을 보았다"고 설명한다.[49]
- 움베르토 에코의 소설 전날의 섬 (1994년)에서 주인공은 날짜 변경선 반대편에 가까이 있는 섬과 함께 바람이 불지 않는 배 안에 갇혀 있는 자신을 발견한다. 수영할 수 없는 주인공은 날짜 변경선의 물리적, 형이상학적, 종교적 중요성에 대해 점점 더 상상력이 풍부한 추측에 빠져든다.

## 내용주
1. ↑  여기서 지구상에서 가장 이른 시간은 이 시간대의 달력 날짜와 시각이 지구상에서 가장 덜 지나간 (또는 "가장 오래된") 시간이며, 이 곳이 지구상에서 어떤 날과 시간에 도달하는 마지막 장소 (가장 늦게)라는 의미이다. 이로 인해 이 시간대 (IDLW)는 때때로 지구상 어디든이라고도 불리며, 예를 들어 "지구상 어디든 하루가 끝날 때까지"와 같이 마감일을 설정하는 데 사용될 수 있는데, 이는 그 곳에서 하루가 끝나면 지구상의 다른 모든 곳에서도 그 전에 하루가 끝났음을 의미한다.[7]
2. ↑  여기서 지구상에서 가장 늦은 시간은 이 시간대의 달력 날짜와 시각이 지구상에서 가장 많이 빠른 (또는 "가장 새로운") 시간이며, 이 곳이 지구상에서 어떤 날과 시간에 도달하는 첫 번째 장소 (가장 이르게)라는 의미이다.
3. ↑  1582년 교황 그레고리 13세의 교황 칙서에 따라 그레고리력이 도입되었다. 이탈리아, 포르투갈, 스페인 (필리핀 및 아메리카 대륙과 같은 해외 영토 포함)은 율리우스력에서 그레고리력으로의 달력 전환 과정을 위해 10일을 건너뛰었다. 1582년 10월 4일 목요일 다음은 10월 15일 금요일이었다. 율리우스력은 윤년을 정기적으로 인정했고, 그레고리력은 100년마다 (400년으로 균등하게 나눌 수 없는 경우) 윤년을 인정하지 않았기 때문에, 율리우스력은 1700년 3월 1일 (구력 2월 19일)부터 1800년 2월 28일 (구력 2월 17일)까지 하루 더 뒤처져 차이가 11일이 되었고, 1800년 3월 1일 (구력 2월 18일)부터 1900년 2월 28일 (구력 2월 16일)까지 또 하루 뒤처져 12일이 되었다. 초과 일수는 1844년 말에 14일 대신 2일로만 간주되었는데, 이는 필리핀이 아메리카 날짜를 사용하던 기간 동안 잃었던 10-12일을 인정하기 위한 것이었다.
4. ↑  메카의 정반대 경선, 대략 서경 140도가 이슬람교에 적절한 날짜 변경선이 될 수 있다는 논의가 있었다. Deen, S.M. “Ramadan and Prayer Times in the Lands under Midnight Sun”. 《Science Digest for Muslim Thinkers》. 2016년 5월 18일에 확인함. 그러나 이는 특이하거나 적어도 이론적인 입장으로 보인다. 알래스카[38]와 하와이주[39]와 같이 영향을 받을 수 있는 지역의 무슬림들은 실제로 현지 금요일에 금요 예배를 드리지 현지 목요일에는 드리지 않는다.
5. ↑  제2차 세계 대전 중 미르 예시바 회원들을 포함한 유대인 난민이 나치를 피해 중국과 일본으로 도피한 것은 유대법의 이 측면을 성문화하는 주요 동기가 되었다. [41] 및 [42]에 인용된 현대 의견 중 다수는 이러한 상황에 대한 응답으로 나왔다.